# Muslim Magomayev (compositor)
Muslim Mahammad oglu Magomayev (en azerí: Müslüm Maqomayev) (18 de septiembre de 1885, Grozni - 28 de julio de 1937, Nalchik) fue un compositor de Azerbaiyán y la Unión Soviética y director de orquesta. Es abuelo y homónimo del cantante de ópera de Azerbaiyán Muslim Magomayev.

## Primeros años
Nació como Abdulmuslim Magomayev en una familia de un herrero de Chechenia, en ese mismo día otro destacado compositor azerbaiyano de nombre Uzeyir Hajibeyov nació.